# 埃哈德·海登
埃哈德·海登（德語：Erhard Heiden，1901年2月23日 – 约1933年）是一位納粹黨的早期成員，同時也是準軍事組織「親衛隊」的第三位領導人。他於1927年出任親衛隊全國領袖；當時的親衛隊是一個規模不足1,000人的小型組織，且在其上級單位「衝鋒隊」的干涉下始終無法壯大。海登的全國領袖任期並不成功，親衛隊成員人數在他的領導下急遽下降；他於1929年因「家庭因素」而去職，隨後於1933年納粹黨掌權後遭到逮捕，並於同年內被處決。

## 早年生活
埃哈德·海登於1901年2月23日出生在德意志帝國巴伐利亞王國境內的城市魏勒-錫默貝格。1917年，他進入菲爾斯滕費爾德布魯克士官學校就讀。除此之外，外界對海登早年生活的情況所知並不多。
德國於第一次世界大戰戰敗後，國內惡性通貨膨脹、大規模失業、貧窮、犯罪與民心惶惶等問題層出不窮。在此時期，海登加入了一個自由軍團組織。1919年，一個名為「德國工人黨」的小型右翼政治團體在慕尼黑成立。隔年，該黨改名為「國家社會主義德國工人黨」，也就是俗稱的納粹黨。該黨反對《凡爾賽條約》所訂下的條件，並積極鼓吹反猶太主義與反布爾什維克主義等政治主張。
在1919年下半年與1920年早期的數場集會中，反納粹黨群眾經常試圖打斷納粹黨領導人阿道夫·希特勒的演說，並在過程中與黨員發生口角。因是之故，納粹黨決定建立一個由黨員所組成的永久性團體來保護參與集會的納粹黨幹部，同時干擾反對黨的集會場合；衝鋒隊的前身即是在這樣的環境下建立的。海登在納粹黨成立不久後即加入了該黨與衝鋒隊。1923年，海登加入了負責保護希特勒的個人隨扈單位「希特勒突擊隊」。
同年度，希特勒認為其實力已足夠奪取慕尼黑的執政權力。受到前一年貝尼托·墨索里尼所發起的「向羅馬進軍」運動的啟發，納粹黨人計畫先行在慕尼黑建立政權，接著再前進柏林挑戰威瑪共和國中央政府。1923年11月9日，希特勒突擊隊、衝鋒隊與其他數個準軍事部隊發動了啤酒館政變，並造成16名納粹黨支持者與4名警官身亡。政變過後，希特勒與其他多名納粹黨領袖因叛國罪遭到逮捕，並關押於蘭茨貝格監獄；納粹黨與包括希特勒突擊隊在內的所有附隨組織均遭解散。

## 親衛隊生涯

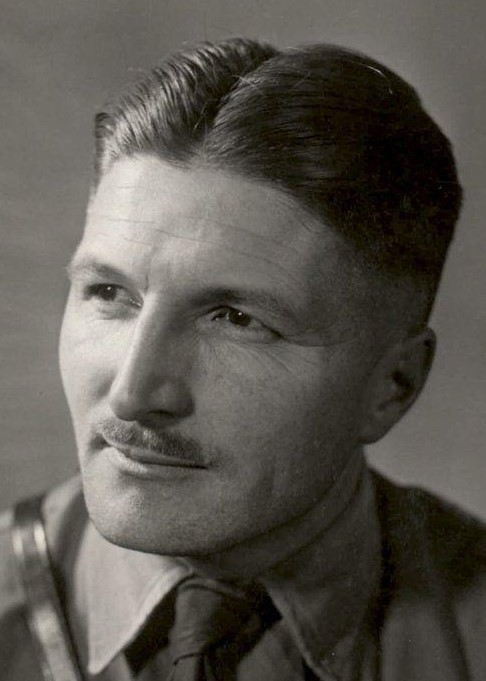
约瑟夫·贝希托尔德，海登的前任親衛隊全國領袖。

希特勒於1924年12月獲釋後，納粹黨重新成立。1925年，希特勒下令組織一支名為「保衛總隊」（Schutzkommando）的新隨扈單位。新單位由希特勒的親密盟友尤利烏斯·施雷克一手創建，而包含埃米爾·莫里斯與海登在內的舊希特勒突擊隊成員亦加入了保衛總隊。同年稍晚，保衛總隊更名為「突擊衛隊」（Sturmstaffel），最終於1925年11月9日定名為「親衛隊」。海登於1925年加入親衛隊，且是支持該組織與其上級組織衝鋒隊分離的早期倡議者之一。美國歷史學家威廉·勞倫斯·夏伊勒曾形容海登是個「聲名狼藉的告密者」。
1927年3月1日，親衛隊的共同創建人兼全國領袖约瑟夫·贝希托尔德由於對衝鋒隊干涉箝制親衛隊一事感到無力，遂將領導權移交予當時擔任其副手的海登。身為親衛隊全國領袖的海登在接掌權力後同樣苦於無法脫離衝鋒隊的控制。在海登的領導下，親衛隊建立了一套比衝鋒隊更為嚴格的紀律系統。海登更進一步要求其下屬不得參與與之不相干的黨政事務，意圖藉此建立一支以高素質成員組成的小型精英單位。
然而親衛隊始終無法將勢力拓展至慕尼黑以外的地區。在衝鋒隊的持續干涉下，親衛隊成員人數自1,000人銳減至280人。在海登試圖防止親衛隊瓦解的同時，海因里希·希姆萊於1927年9月成為其副手。希姆萊對親衛隊抱有相當的熱忱與野心，且不斷展現出優異的組織能力，也因此成為驅動親衛隊的主要力量；但這也相應地削弱了海登在隊中的勢力。
海登最終於1929年1月6日去職，希姆萊於接替其職成為親衛隊全國領袖。關於海登離職的原因依據資料來源有多種不同說法，納粹黨方面則僅稱海登是因「家庭因素」而請辭。當時亦有傳聞稱海登的去職與其和猶太人有所往來有關：自1928年起，海登在一間專門供應親衛隊制服的私人企業內兼任共同合夥人，而另一家位於慕尼黑的公司供給海登的企業所需的親衛隊制服長褲；但該位於慕尼黑的公司稍後被人發現其所有人是一位猶太人。此外，海登透過銷售親衛隊制服獲取暴利的傳聞亦甚囂塵上。種種因素加總之下，迫使海登不得不離任全國領袖一職。英國歷史學家阿德里安·威爾認為海登的去職很有可能是因其工作表現不彰所導致，但亦有傳聞表示他是一位時常向警方輸送訊息的告密者，造成親衛隊被迫將其除名。希姆萊傳記的作者、德國歷史學者彼得·朗格里希則認為除了納粹黨的官方聲明外，「我們缺乏任何可解釋海登的去職與希姆萊上位的進一步資訊」。在希姆萊的領導下，親衛隊的規模急速擴張；希姆萊的個人目標則是將親衛隊打造成德國境內勢力最為龐大的組織。

### 死亡
1933年1月納粹黨掌權後，海登遭到逮捕。在希姆萊與其副手萊茵哈德·海德里希的命令下，海登於同年晚些時候遭親衛隊保安處人員殺害，但具體死亡時間不明；其屍體於1933年9月被發現，並於同月15日下葬。

### 引用
1. ↑  Kiekenap 2008，第233頁.
2. 1 2 3  Miller 2015，第52頁.
3. ↑  Kiekenap 2008，第233–234頁.
4. 1 2  Evans 2003，第103–108頁.
5. ↑  Kershaw 2008，第82, 87頁.
6. ↑  Goldhagen 1996，第85頁.
7. ↑  Toland 1976，第94–98頁.
8. 1 2  McNab 2009，第11, 16頁.
9. ↑  Hamilton 1984，第160, 172頁.
10. ↑  Wegner 1990，第62頁.
11. ↑  Weale 2010，第26頁.
12. ↑  Weale 2010，第16, 26頁.
13. ↑  McNab 2009，第10, 11頁.
14. ↑  Weale 2010，第29頁.
15. 1 2 3  McNab 2009，第11頁.
16. ↑  Shirer 1991，第121頁.
17. ↑  Cook & Russell 2000，第21–22頁.
18. 1 2  Weale 2010，第32頁.
19. ↑  Weale 2010，第32, 33頁.
20. ↑  Weale 2010，第45, 46頁.
21. ↑  Weale 2010，第46頁.
22. ↑  Weale 2010，第47頁.
23. ↑  Longerich 2012，第113頁.
24. ↑  Weale 2010，第33, 47頁.
25. ↑  Longerich 2012，第114頁.
26. ↑  Weale 2010，第300–305頁.

### 圖書
- Cook, Stephen; Russell, Stuart. . Kressmann-Backmeyer. 2000. ISBN 978-0-9670443-0-9.
- Evans, Richard. . Penguin. 2003. ISBN 978-0-14-303469-8.
- Goldhagen, Daniel. . Knopf. 1996. ISBN 978-0-679-44695-8.
- Hamilton, Charles. . R. James Bender Publishing. 1984. ISBN 0-912138-27-0.
- Kershaw, Ian. . New York: W. W. Norton & Company. 2008. ISBN 978-0-393-06757-6.
- Kiekenap, Bernhard. . Appelhans. 2008. ISBN 978-3-937664-94-1.
- Longerich, Peter. . Oxford: Oxford University Press. 2012. ISBN 978-0-19-959232-6.
- McNab, Chris. . Amber Books Ltd. 2009. ISBN 978-1-906626-49-5.
- Miller, Michael. . San Jose, CA: R. James Bender. 2015. ISBN 978-1-932970-25-8.
- Shirer, William L. . London: Random House. 1991. ISBN 978-0-09-942176-4.
- Toland, John. . Garden City, New York: Doubleday & Company. 1976. ISBN 0-385-03724-4.
- Weale, Adrian. . London: Little, Brown. 2010. ISBN 978-1-4087-0304-5.
- Wegner, Bernd. . Blackwell. 1990. ISBN 0-631-14073-5.

| 政府职务                 | 政府职务                       | 政府职务               |
| ------------------------ | ------------------------------ | ---------------------- |
| 前任： 约瑟夫·贝希托尔德 | 親衛隊全國領袖 1927年 – 1929年 | 繼任： 海因里希·希姆萊 |